# Л1
Л1 (до ноября 2011 года ЛЭК) — российский инвестиционно-строительный холдинг, специализирующийся на возведении многоквартирных жилых домов . Головной офис — в Санкт-Петербурге,.
Полное название — ООО «Л1 строительная компания № 1».

## История

### Докризисное развитие
История группы компаний ЛЭК (позже переименована в Компанию Л1) началась в 1989 году с создания А. В. Рогачёвым кооператива «Лаборатории экологического контроля», занимавшегося производством газоанализаторов. В 1992 году в компанию пришёл П. Р. Андреев, после чего основным направлением деятельности «ЛЭК» стала недвижимость.
В 1998 году ЛЭК, стала оператором на территории Санкт-Петербурга «Федеральной программы по переселению жителей из районов Крайнего Севера и приравненных к ним местностей».
C 1990-х годов компания участвует в «Программе проведения социального и градостроительного эксперимента в микрорайоне Дачное».
В 2001 году ЛЭК одной из первых вывела на строительный рынок квартиры-студии под брендом «РИАЛ», практически ставшим именем собственным.
В 2007 году Л1 (ЛЭК) ввел в эксплуатацию 207 тыс. м2 жилья — почти 10 % от построенного в Санкт-Петербурге за год.

### Кризис 2008 года
На момент наступления кризиса компания была крупнейшим застройщиком Санкт-Петербурга со значительными объёмами строительства и обширным земельным банком, насчитывающим около 300 участков. Наступление финансового кризиса заметно сказалось на строительной отрасли и привело к сокращению объёмов продаж в группе ЛЭК на 50-60 % в 2008—2009 годах. По итогам 2009 года оборот компании составил 8-8,5 млрд руб. против 16-18 млрд руб. в 2008 году. Первое полугодие 2009 года ООО «Л1строй» («ЛЭКстрой») закончил с убытком в 22,36 млн руб. против чистой прибыли год назад в размере 13 млн 851 тыс. руб. Выручка снизилась в 5,7 раз — до 343 млн 213 тыс. руб. по сравнению с первым полугодием 2008 года. 2009 год компания закончила с убытком в 13,5 млн руб. По итогам 2010 года убыток увеличился почти до 22,5 млн рублей.

### Послекризисное развитие
Вопрос с долговой нагрузкой Компании ЛЭК решился посредством продажи земельных активов. В залоге у крупнейшего кредитора компании — Сбербанка — по договору ипотеки находились два земельных участка на Московском шоссе и в Парголово. Первый в конце 2010 года в результате торгов приобрела Группа ЛСР, второй (24,5 га) был разделен на 10 частей и продавался в течение 2011 года.
На конец года новым инвесторам перешли 8 из 10 участков в Парголово. Летом 2009 года компания отдала Ханты-Мансийскому банку участок площадью 8,4 га на Большом Сампсониевском проспекте, находившийся в залоге, в счет погашения долга в 520 млн руб. В сентябре было подписано соглашение о реструктуризации кредита с «Промсвязьбанком», удалось договориться о продлении кредитных договоров и снижении процентных ставок с банком «Санкт-Петербург». Весной 2011 года удалось урегулировать ситуацию с «Абсолют Банком»: долг Компании ЛЭК (1,2 млрд без учёта пеней и штрафов) был выкуплен сторонней инвестиционной компанией. К июлю 2009 года треть долгов удалось сократить (2,5-3 млрд руб.), долговая нагрузка на тот момент составляла 6 млрд руб. На весну 2011 года долги Компании ЛЭК оценивались уже в 4 млрд рублей, на ноябрь 2011 года — 2 млрд рублей.
В ноябре 2011 года в рамках подготовки к проведению IPO Компания ЛЭК сменила название на Компания Л1.
В компании такой шаг объяснили «отступлением кризиса в строительной отрасли Санкт-Петербурга и стабильным улучшением собственных основных показателей». IPO может быть проведено уже в 2012 году, параметры размещения пока не определены.
На конец 2011 года земельный банк группы по сравнению с кризисным объёмом сократился до 70 гектаров земли. Общая площадь зданий, которые можно было возвести на потерянных участках группы, составлял около 2 млн кв. м. Компания строит около 588 тыс. м² недвижимости.

## Деятельность
Портфель компании на середину 2022 года включает два проекта в Санкт-Петербурге. Это жилой комплекс "Байрон" и премиальный корпус ЖК "Граф Орлов" на первой линии Московского проспекта.

### Деятельность в 2000-х годах
Темпы роста строительства с 2001 по 2006 годы составили более 500 %. В 2007 году ЛЭК ввела в эксплуатацию 207 тыс. м² жилья — почти 10 % от построенного в Санкт-Петербурге за год. В 2008 году сдано в эксплуатацию 280 тыс. м² жилья. На конец марта 2009 года доля ЛЭК на рынке строящегося жилья города — 11 %. В 2009 году было сдано более 200 тыс. м².
За 2008—2010 годы компания сдала в эксплуатацию более 500 тыс. м² жилья, хотя в 2010 году было сдано всего 35 тыс. кв. м. На начало 2011 года в процессе строительства у ЛЭК находилось около 1,7 млн м² жилья. С 2011 года и по настоящий момент компания Л1 сдаёт незначительные объёмы.

### Деятельность в 2010-х годах
В 2012 году Л1 сдала три дома, открыла продажи в новом комплексе и полностью погасила задолженность перед Сбербанком.
В 2013 году Л1 заняла второе место в рейтинге застройщиков по количеству строящегося жилья — 588 000 м². Этот объём составили начатые в прошедших годах, но ещё не сданные объекты.
В 2014 году компания полностью сдала жилой комплекс «Империал» на 843 квартиры, общая площадь которого составила 63,4 тыс. м², а также получила разрешение на ввод первой очереди ЖК «Граф Орлов», площадью около 19 000 м². В рейтинге застройщиков Санкт-Петербурга и Ленобласти Л1 заняла в 2014 году 5-е место.
В 2015 году Л1 продолжила сдачу объектов. За первые четыре месяца ими было введено 13 жилых корпусов, что составило 120 тыс. м² жилья. В первом полугодии 2015 года Л1 заняла 2-е место по Санкт-Петербургу по объёму введенного в эксплуатацию жилья.
В 2016 году компанией было введено четыре корпуса жилого комплекса «Звёздный». Общий объём сданной недвижимости — 81,6 тыс. м².
В первом полугодии 2017 года Л1 сдала и заселила первый этап ЖК «Лондон Парк» и вторую очередь ЖК «Премьер Палас». Во втором к ним добавились второй этап первой очереди ЖК «Лондон Парк» и 5-й корпус ЖК «Граф Орлов». По итогам года суммарный объём сданной недвижимости составил 245 тысяч кв. метров, что позволило компании Л1 вернуться к докризисным темпам сдачи жилья и войти по этому показателю в ТОП-5 застройщиков Петербурга.
В 2018 году Л1 ввела в эксплуатацию ряд объектов:
- 10 января корпуса 3, 3А, 3Б, 3В, 4А, 5 в ЖК «Граф Орлов». Сдано 312 квартир. Общая площадь — 25 тысяч кв. метров[36];
- 05 февраля корпус 2-2, 3-2 в ЖК «Премьер Палас» (строительные номера корпусов — 4.1, 4.2), а также трех последних полуподземных паркингов на территории этого жилого комплекса[37];
- 14 сентября корпус № 4 ЖК «Граф Орлов»: жилых секций 4, 4Б, 4В и подземной автостоянки 4Г[38].

13 апреля 2018 года Л1 получила разрешение на строительство третьей очереди ЖК «Лондон Парк»: три 26-этажных кирпично-монолитных дома на 637 квартир общей площади 32 292,8 кв. метров.
К 13 августа 2018 года полностью заселена первая очередь ЖК «Лондон Парк».
10 октября 2018 Л1 в полном объёме выполнила все свои обязательства по кредитному договору с ПАО "Банк «Санкт-Петербург». В результате сняты все обременения с участков, находившихся в залоге у банка. На данный момент Компания не имеет кредитных обязательств перед финансовыми учреждениями.
25 декабря 2018 года Компания Л1 получила разрешение на ввод в эксплуатацию двух корпусов третьей, последней очереди ЖК «Премьер Палас». Таким образом, строительство комплекса бизнес-класса завершилось на полгода раньше намеченного срока.
27 декабря 2018 года Компания Л1 получила разрешение на ввод в эксплуатацию ЖК «Маршал».
Март 2019 г. - выведен на рынок новый комплекс бизнес-класса «Классика. Дом для души» общей площадью 5 278 кв.м, 8 этажей, 36 квартир. Строительный адрес: ул. Глухая Зеленина., д. 4, лит. А. На берегу Малой Невки. Срок окончания строительства – 4 квартал 2021 года.
В декабре 2019 года головной офис Компании Л1 переехал в новый офис по адресу Орджоникидзе 52 литер А.

### Деятельность в 2020-х годах
В апреле 2020 года в период эпидемии коронавируса в эксплуатацию был введен 1 этап третьей очереди ЖК «Граф Орлов» - 6 разновысотных секций на 333 квартиры и подземный паркинг площадью 4500 кв.м. Суммарная площадь сданных домов - 55 тысяч кв. м.
28 декабря 2020 года Компания Л1 получила разрешение на ввод в эксплуатацию третьего (47 квартир) и девятого (250 квартир) этапов третьей очереди жилого комплекса «Граф Орлов» на Московском проспекте. Суммарная площадь сданных домов - 52,5 тысячи кв. м.
01 июля 2021 года Компания Л1 провела ребрендинг второй очереди жилого комплекса "Лондон Парк", выделив в отдельные проекты ЖК "Шекспир" (6 и 8 корпуса, срок сдачи - 4 квартал 2021 года) и ЖК "Байрон" (5 и 7 корпуса, срок сдачи - 2 квартал 2023 года).
20 декабря 2021 года получено разрешение на ввод в эксплуатацию жилого комплекса «Шекспир». В четырёх корпусах ЖК переменной высотности расположены 990 квартир и коммерческие помещения общей площадью более 18 тыс. кв.м.
7 июня 2022 года получено разрешение на ввод в эксплуатацию жилого комплекса "Поэт". В трех отдельно стоящих 25-тиэтажных корпусах расположено 637 квартир. Общая площадь ЖК - 453 тыс.кв.м.

## Цифры
С 2005 по 2018 года Л1 (ЛЭК) ввела порядка 2 млн кв. метров, из которых основной объём (более 90 %) приходится на 2005—2010 годы. За последние три года было сдано свыше полумиллиона квадратных метров жилой и коммерческой недвижимости.
По итогам 2018 года компания Л1 сдала почти 277,5 тысяч квадратных метров. Из них на 2046 сданных квартир приходится более 145 тысяч квадратных метров.
В 2020 году Компанией Л1 суммарно введено 94 644 квадратных метров жилой и коммерческой недвижимости.
В мае 2022 года Компания Л1 отметила 30 лет. За эти годы построено порядка 33 тысяч квартир в 200 домах, что составляет более 2 млн кв.м недвижимости.

## Скандалы
https://patrol.spb.ru/news/2022/7/11/14158
В феврале 2012 года состоялся митинг дольщиков жилого комплекса «Лондон Парк», сроки сдачи которого переносились несколько раз. Дольщики выдвинули требования о компенсации за задержку в сдаче объекта. В апреле 2012 года несколько дольщиков «Лондон Парка» присоединились к голодовке обманутых дольщиков.
В 2012 года стало известно, что с жителей дома на Варшавской улице, построенного Л1, компания-застройщик стала требовать дополнительную оплату (от 250 до 500 тыс. рублей) за квартиры, сверх той, что была указана в договоре, в противном случае, по утверждению жильцов, компания-застройщик отказывается оформлять договоры собственности. Компания мотивировала это «отступлением от проекта». 10 мая 2012 года покупатели квартир в этом доме передали открытое письмо губернатору Санкт-Петербурга Георгию Полтавченко. 13 мая прошёл митинг дольщиков строительства в этом доме. В феврале 2013 года должен начаться судебный процесс по выселению одного из жильцов этого дома в связи с тем, что по версии компании Л1 он не заключил основной договор в установленные сроки и более не может претендовать на его заключение, то есть проживает в доме незаконно, несмотря на то что полностью оплатили стоимость квартир, указанную в договоре. Как сообщает Фонтанка.ру, «на подходе ещё несколько аналогичных судебных дел».
После нескольких переносов суда, в деле появилась определённость — суд постановил внести доплату за метры, порядок суммы не был назван. При этом суд постановил, что основной договор должен быть заключен на условиях предварительного договора.
Первая очередь ЖК «Лондон Парк» была сдана в 2017 году.